# Grånackad myrpitta
Grånackad myrpitta (Grallaria griseonucha) är en fågel i familjen myrpittor inom ordningen tättingar.

## Utbredning och systematik
Grånackad myrpitta förekommer enbart i Anderna i västra Venezuela och delas in i två underarter med följande utbredning:
- Grallaria griseonucha tachirae – nordöstra Táchira
- Grallaria griseonucha griseonucha – östra Mérida

## Status och hot
IUCN kategoriserar arten som livskraftig.